# Cantón de Saint-Germain-les-Belles
El cantón de Saint-Germain-les-Belles era una división administrativa francesa, que estaba situada en el departamento de Alto Vienne y la región de Limusín.

## Composición
El cantón estaba formado por ocho comunas:
- Château-Chervix
- Glanges
- La Porcherie
- Magnac-Bourg
- Meuzac
- Saint-Germain-les-Belles
- Saint-Vitte-sur-Briance
- Vicq-sur-Breuilh

## Supresión del cantón de Saint-Germain-les-Belles
En aplicación del Decreto nº 2014-194 de 20 de febrero de 2014, el cantón de Saint-Germain-les-Belles fue suprimido el 22 de marzo de 2015 y sus 8 comunas pasaron a formar parte del nuevo cantón de Eymoutiers.